# Sebastiano Cherici
Sebastiano Cherici   (Pistoia, 20 de gener de 1647 - Pistoia, 13 de novembre de 1703) fou un compositor italià.
Fou mestre de capella de la catedral de Pistoia i de l'Acadèmia de l'Esperit Sant, de Ferrara.
Se li deuen: 
- Inni sacri (Bolonya, 1672);
- Il cieco nato, oratori (Ferrara, 1679);
- Armonia di divoti concerti a 2 e 3 voci (Bolonya, 1681);
- Compieta breve concertata (Bolonya, 1686);
- Motetti a 2 e 3 voci (Bolonya, 1700).